# Роберт да Сілва Алмейда
Роберт да Сілва Алмейда (порт. Robert da Silva Almeida, нар. 3 квітня 1971, Салвадор) — бразильський футболіст, що грав на позиції півзахисника.
Виступав, зокрема, за клуби «Греміо» та «Сантус», а також національну збірну Бразилії.

## Клубна кар'єра
Народився 3 квітня 1971 року в місті Салвадор. Вихованець футбольної школи клубу «Оларія» (Ріо-де-Жанейро). У дорослому футболі дебютував 1988 року виступами за команду клубу «Флуміненсе», в якій провів один сезон, взявши участь лише у 7 матчах чемпіонату. Наступного року перейшов до клубу «Брагантіно». З цією командою здобув свій єдиний титул переможця Ліги Пауліста, у 1989 році. 1992 року перейшов до «Гуарані» (Кампінас), в якому його партнерами по команді були Луїжау, Джалмінья та Аморозо. Наступним клубом у кар'єрі Роберта став «Ріо-Бранко», кольори якого він захищав 1995 року.
Своєю грою за останню команду привернув увагу представників тренерського штабу клубу «Сантус», до складу якого приєднався 1995 року. Відіграв за команду з Сантуса наступний сезон своєї ігрової кар'єри. Більшість часу, проведеного у складі «Сантуса», був основним гравцем команди. Потім захищав кольори «Греміо», у складі якого провів наступні два роки своєї кар'єри гравця, та «Атлетіко Мінейру». У клубі з Белу-Оризонті здобув чемпіонство Мінас-Жерайс — Ліги Мінейро у 1990 році. З 2000 року знову, цього разу три сезони, з перервою на декілька місяців, які Роберт провів у «Сан-Каетану», захищав кольори команди клубу «Сантус». Граючи у складі «Сантуса» також здебільшого виходив на поле в основному складі команди. Саме з «Сантосом» досяг найбільшого успіху в воїй кар'єрі, вигравши бразильську Серію A у 2002 році. Період з 2000 по 2002 роки став найяскравішим у кар'єрі Роберта, його ставили в один ряд з такими гравцями як Робінью, Елану та Дієгу. Зрештою, наприкінці 2002 року Роберт замінив Дієгу. Сезон 2003 року розпочав у «Сантусі», продовжив у японському клубі «Консадолє Саппоро», а завершив у «Корінтіансі». Протягом 2004—2006 років захищав кольори клубу «Баїя».
Завершив професійну ігрову кар'єру у клубі «Америка» (Ріо-де-Жанейро), за команду якого виступав протягом 2007 року. Разом з командою фінішував на 3-му місці у Лізі Каріока та став фіналістом Кубку Гуанабара.

## Виступи за збірну
6 березня 2001 року дебютував у складі національної збірної Бразилії у нічийному (3:3) товариському матчі проти Мексики. Протягом кар'єри у національній команді, яка тривала усього 1 рік, провів у формі головної команди країни 4 матчі.
У складі збірної був учасником розіграшу Кубка конфедерацій 2001 року в Японії і Південній Кореї. На турнірі зіграв у 3-ох матчах: проти Канади, Японії та, 7 червня 2001 року, проти Франції, який і став четвертим та останнім для гравця у футболці національної збірної.

## Кар'єра тренера
Починаючи з 2015 року працює головним тренером клубу «Корінтіанс США», який фактично є закордонним філіалом легендарного бразильського клубу.

## Клубна статистика
| Клубна статистика | Клубна статистика | Клубна статистика | Ліга  | Ліга |
| Сезон             | Клуб              | Ліга              | Матчі | Голм |
| Бразилія          | Бразилія          | Бразилія          | Ліга  | Ліга |
| ----------------- | ----------------- | ----------------- | ----- | ---- |
| 1988              | Флуміненсе        | Серія A           | 7     | 0    |
| 1989              | Брагантіно        | Серія B           | 0     | 0    |
| 1990              | Брагантіно        | Серія A           | 2     | 0    |
| 1991              | Брагантіно        | Серія A           | 1     | 0    |
| 1992              | Гуарані           | Серія A           | 0     | 0    |
| 1993              | Гуарані           | Серія A           | 15    | 0    |
| 1994              | Ріу-Бранку        |                   | 0     | 0    |
| 1995              | Сантус            | Серія A           | 25    | 2    |
| 1996              | Сантус            | Серія A           | 19    | 0    |
| 1997              | Греміо            | Серія A           | 1     | 0    |
| 1998              | Греміо            | Серія A           | 8     | 0    |
| 1999              | Атлетіко Мінейро  | Серія A           | 20    | 4    |
| 2000              | Сантус            | Серія A           | 23    | 5    |
| 2001              | Сантус            | Серія A           | 21    | 5    |
| 2002              | Сантус            | Серія A           | 12    | 2    |
| Японія            | Японія            | Японія            | Ліга  | Ліга |
| 2003              | Консадоле Саппоро | Джей ліга 2       | 17    | 5    |
| Бразилія          | Бразилія          | Бразилія          | Ліга  | Ліга |
| 2003              | Корінтіанс        | Серія A           | 18    | 1    |
| Країна            | Бразилія          | Бразилія          | 172   | 19   |
| Країна            | Японія            | Японія            | 17    | 5    |
| Загалом           | Загалом           | Загалом           | 189   | 24   |

## Статистика у збірній
| національна збірна Бразилії | національна збірна Бразилії | національна збірна Бразилії |
| Рік                         | Матчі                       | Голи                        |
| --------------------------- | --------------------------- | --------------------------- |
| 2001                        | 3                           | 0                           |
| Загалом                     | 3                           | 0                           |

## Виступи у головних міжнародних турнірах
| Команда  | Змагання                | Статус   | Матчі | Голи | Досягнення команди |
| -------- | ----------------------- | -------- | ----- | ---- | ------------------ |
| Бразилія | Кубок конфедерацій 2001 | Чоловічі | 3     | 0    | 4-те місце         |

## Досягнення
- Турнір Ріо-Сан-Паулу
  -  Чемпіон (1): 1997 («Сантус»)

- Ліга Гаушу
  -  Чемпіон (1): 1999 («Греміу»)

- Ліга Мінейро
  -  Чемпіон (1): 1999 («Атлетіко Мінейру»)

- Серія A
  -  Чемпіон (1): 1997 («Сантус»)